# Nektarine
Nektarine, su breskve (Prunus persica), s glatkom korom koja se uzgaja u toplijim umjerenim područjima i sjeverne i južne hemisfere. Genetska je varijanta obične breskve, i najvjerojatnije je udomaćena u Kini prije više od 4000 godina. Smatra se da je ekspresija recesivnog alela odgovorna za glatku kožu plodova nektarine, kojoj nedostaju maljavi trihomi (biljne dlake) karakteristični za plodove breskve. Nektarine su izvor vitamina A i C i obično se jedu svježe ili kuhane u konzervama, džemovima i pitama.

## Fizički opis
Stabla nektarine i breskve gotovo se ne razlikuju. Mala do srednje velika, stabla rijetko dosežu 6,5 metara (21 stopu) visine. U uzgoju, međutim, obično se drže između 3 i 4 metra (10 i 13 stopa) visokim obrezivanjem. Listovi su sjajno zeleni, kopljasti i dugo zašiljeni; obično imaju žlijezde u svojim bazama koje luče tekućinu za privlačenje mrava i drugih kukaca. Cvjetovi, koji se nalaze u pazušcima listova, raspoređeni su pojedinačno ili u skupinama od dva ili tri u čvorovima duž izdanaka rasta iz prethodne sezone. Pet latica, obično ružičastih, ali povremeno bijelih, pet čašičnih listića i tri zavoja prašnika nalaze se na vanjskom rubu kratke cijevi, poznate kao hipantij, koja čini bazu cvijeta.
Plod nektarine razvija se iz jednog jajnika koji sazrijeva u mesnat, sočan vanjski dio koji čini jestivi dio ploda i tvrdu unutrašnjost, koja se naziva koštica, koja okružuje sjeme(e). Od dva ovula u jajniku, obično samo jedan postane oplođen i razvije se u sjeme. To često rezultira time da je jedna polovica ploda malo veća od druge. Meso može biti bijelo, žuto ili crveno, s vanjskom kožom često žutom do crvenom. Sorte mogu biti tipa “freestone”, koje imaju koštice koje se lako odvajaju od zrelog mesa, ili “clingstones”, koje imaju meso koje čvrsto prianja uz košticu.

## Genetika i uzgoj
Kada se breskve križaju ili samooprašuju, dobivene sjemenke koje nose recesivni alel za glatku kožu dat će nektarine, dok će one koje nose dominantni alel biti breskve. Nektarine se ponekad mogu pojaviti na stablima breskve kao rezultat procesa varijacije pupova ili pupoljaka, vegetativnog odstupanja od normale. Uzgoj nektarina u biti je isti kao i za breskve, s najboljim rezultatima koji se obično postižu na dobro dreniranim pjeskovitim ili šljunkovitim ilovačama obogaćenim dušikom.

## Vanjske poveznice
|  | Zajednički poslužitelj ima stranicu o temi Nectarine     |
|  | Zajednički poslužitelj ima još gradiva o temi Nectarines |